# Mianyang
Mianyang (chinês tradicional: 綿陽, chinês simplificado: 绵阳, pinyin: Miányáng, Wade–Giles: Mien-yang; pronúncia Mian-iang) é a segunda maior cidade na província de Sujuão, localizada ao Oeste da China. Recentemente, ela foi eleita a terceira melhor cidade para se viver na China.

## Geografia
Mianyang cobre uma área de mais do que  20,000 km² e sua população é de 5,2 milhões, com 600,000 pessoas só no centro.

## Subdivisões
- Distrito de Fucheng (涪城区)
- Distrito de Youxian (游仙区)
- Cidade de Jiangyou (江油市)
- Comarca de Santai (三台县)
- Comarca de Yanting (盐亭县)
- Comarca de An (安县)
- Comarca de Zitong (梓潼县)
- Comarca de Pingwu (平武县)
- Comarca autônomo de Beichuan Qiang (北川羌族自治县)